# Tôn Văn (cầu thủ bóng đá)
Tôn Văn (giản thể: 孙雯; phồn thể: 孫雯; sinh ngày 6 tháng 4 năm 1973 tại Thượng Hải) là một cựu cầu thủ bóng đá Trung Quốc. Cô từng là thủ quân của đội tuyển bóng đá nữ quốc gia Trung Quốc và Atlanta Beat của Women's United Soccer Association (WUSA).
Vào năm 2000, cô giành giải Cầu thủ nữ xuất sắc nhất thế kỷ của FIFA cùng với Michelle Akers. Tôn Văn cũng giành danh hiệu Quả bóng vàng và Chiếc giày vàng tại Giải vô địch bóng đá nữ thế giới 1999.

## Sự nghiệp thi đấu

### Câu lạc bộ

#### Atlanta Beat
Tôn Văn thi đấu cho Atlanta Beat của giải Women's United Soccer Association trong khoảng thời gian 2001-2002. Cô là người đầu tiên được chọn trong WUSA Draft mùa đầu tiên, tuy nhiên chấn thương khiến cô chỉ thi đấu cho Beat trong 13 trận (5 trận ra sân từ đầu). Trong trận bán kết với Philadelphia Charge, Tôn Văn thực hiện thành công quả phạt đền và kiến tạo cho Cindy Parlow san bằng tỉ số. Beat sau đó giành chiến thắng 3-2. Cô cũng là tác giải bàn thắng gỡ hòa 3-3 của Beat trước San Jose CyberRays tại Founders Cup. Tuy nhiên CyberRays là đội vô địch sau khi chiến thắng trong loạt luân lưu.
Trong mùa giải 2002 Tôn Văn thi đấu 18 trận và ghi bốn bàn giúp Beat lọt vào vòng playoff, tuy nhiên Beat bị loại tại bán kết.
Tôn rời WUSA vào tháng 1 năm 2003 và trở lại Trung Quốc để chuẩn bị cho Giải vô địch bóng đá nữ thế giới 2003.

### Quốc tế
Tôn Văn thi đấu cho đội tuyển Trung Quốc từ năm 17 tuổi và có mặt tại bốn World Cup.
Cô cùng đội tuyển Trung Quốc vô địch Asian Cup vào các năm 1991, 1993, 1995 và 1997.
Cô giành huy chương bạc Thế vận hội Mùa hè 1996 tại Athens, Georgia. Tại Giải vô địch bóng đá nữ thế giới 1999, Tôn ghi được bảy bàn và nhận danh hiệu Quả bóng vàng và Chiếc giày vàng.
Cô trở lại đội tuyển vào tháng 12 năm 2005 sau hai năm vắng bóng trước khi chính thức từ giã đội tuyển vào năm 2006.

#### Các trận đấu và bàn thắng tại World Cup và Thế vận hội
Tôn Văn thi đấu 28 trận, ghi 16 bàn trong bốn kỳ World Cup và hai Thế vận hội:
|                  | Chú giải (mở rộng để xem chú thích về “bàn thắng world cup và thế vận hội”) |
| ---------------- | --- |
| Địa điểm         | Địa điểm nơi sự kiện diễn ra |
| Đội hình         | Ra sân từ đầu – thi đấu cả trận vào sân phút (ra sân cầu thủ) – vào sân ở phút và cầu thủ là người bị thay ra ra sân phút (ra sân cầu thủ) – ra sân ở phút và cầu thủ là người vào thay (c) – đội trưởng |
| Phút             | Phút mà bàn thắng được ghi. |
| Kiến tạo/chuyền  | Đường bóng mà cầu thủ đó kiến tạo dẫn tới bàn thắng. Cột này phụ thuộc vào nguồn thông tin. |
| Phạt đền hoặc pk | Bàn thắng được ghi trên chấm phạt đền. (Bàn thắng trong loạt luân lưu không được tính vào đây.) |
| Tỉ số            | Tỉ số trận đấu sau khi bàn thắng được ghi. |
| Kết quả          | Kết quả chung cuộc. T – thắng B – thua H – hòa (T) – thắng luân lưu (B) – thua luân lưu |
| hp               | Tỉ số sau khi hiệp phụ kết thúc |
| pso              | Tỉ số luân lưu trong ngoặc |
|                  | Màu nền cam – Thế vận hội |
|                  | Màu nền xanh – World Cup |

| Bàn                                   | Trận | Ngày       | Địa điểm        | Đối thủ     | Đội hình                             | Phút  | Ghi bàn | Kết quả           | Giải đấu                              |
| ------------------------------------- | ---- | ---------- | --------------- | ----------- | ------------------------------------ | ----- | ------- | ----------------- | ------------------------------------- |
| Giải vô địch bóng đá nữ thế giới 1991 |      |            |                 |             |                                      |       |         |                   |                                       |
|                                       | 1    | 1991-11-16 | Quảng Châu      | Na Uy       | ra sân 70' (vào sân Châu Đào)        |       |         | 4–0 T             | Vòng bảng                             |
| 1                                     | 2    | 1991-11-19 | Quảng Châu      | Đan Mạch    | Ra sân từ đầu                        | 37    | 1–1     | 2–2 H             | Vòng bảng                             |
|                                       | 3    | 1991-11-21 | Phật Sơn        | New Zealand | Ra sân từ đầu                        |       |         | 4–1 T             | Vòng bảng                             |
|                                       | 4    | 1991-11-24 | Quảng Châu      | Thụy Điển   | Ra sân từ đầu                        |       |         | 0–1 B             | Tứ kết                                |
| Giải vô địch bóng đá nữ thế giới 1995 |      |            |                 |             |                                      |       |         |                   |                                       |
| 2                                     | 5    | 1995-06-06 | Gävle           | Hoa Kỳ      | Ra sân từ đầu                        | 79    | 3–3     | 3–3 H             | Vòng bảng                             |
|                                       | 6    | 1995-06-08 | Västerås        | Úc          | Ra sân từ đầu                        |       |         | 4–2 T             | Vòng bảng                             |
| 3                                     | 7    | 1995-06-10 | Västerås        | Đan Mạch    | Ra sân từ đầu                        | 76    | 2–1     | 3–1 T             | Vòng bảng                             |
|                                       | 8    | 1995-06-13 | Helsingborg     | Thụy Điển   | Ra sân từ đầu                        |       |         | 1–1 (pso 4–3) (W) | Tứ kết                                |
|                                       | 9    | 1995-06-15 | Helsingborg     | Đức         | Ra sân từ đầu                        |       |         | 0–1 B             | Bán kết                               |
|                                       | 10   | 1995-06-17 | Gävle           | Hoa Kỳ      | ra sân 59' (vào sân Vi Hải Anh)      |       |         | 0–2 B             | Tranh hạng ba                         |
| Thế vận hội Mùa hè 1996               |      |            |                 |             |                                      |       |         |                   |                                       |
|                                       | 11   | 1996-07-21 | Miami           | Thụy Điển   | Ra sân từ đầu                        |       |         | 2–0 T             | Vòng bảng                             |
|                                       | 12   | 1996-07-23 | Miami           | Đan Mạch    | ra sân 43' (vào sân Trần Ngọc Phong) |       |         | 5–1 T             | Vòng bảng                             |
|                                       | 13   | 1996-07-25 | Miami           | Hoa Kỳ      | Ra sân từ đầu                        |       |         | 0–0 H             | Vòng bảng                             |
|                                       | 14   | 1996-07-28 | Athens          | Brasil      | Ra sân từ đầu                        |       |         | 3–2 T             | Bán kết                               |
| 4                                     | 15   | 1996-08-01 | Athens          | Hoa Kỳ      | Ra sân từ đầu                        | 32    | 1–1     | 1–2 B             | Tranh huy chương vàng                 |
| Giải vô địch bóng đá nữ thế giới 1999 |      |            |                 |             |                                      |       |         |                   |                                       |
|                                       | 16   | 1999-06-19 | San Jose        | Thụy Điển   | ra sân 74' (vào sân Phổ Vĩ)          |       |         | 2–1 T             | Vòng bảng                             |
| 5                                     | 17   | 1999-06-23 | Portland        | Ghana       | Ra sân từ đầu                        | 9     | 1–0     | 7–0 T             | Vòng bảng                             |
| 6                                     | 17   | 1999-06-23 | Portland        | Ghana       | Ra sân từ đầu                        | 21    | 3–0     | 7–0 T             | Vòng bảng                             |
| 7                                     | 17   | 1999-06-23 | Portland        | Ghana       | Ra sân từ đầu                        | 54    | 4–0     | 7–0 T             | Vòng bảng                             |
| 8                                     | 18   | 1999-06-26 | East Rutherford | Úc          | ra sân 63' (vào sân Khâu Hải Yến)    | 39    | 1–0     | 3–1 T             | Vòng bảng                             |
| 9                                     | 18   | 1999-06-26 | East Rutherford | Úc          | ra sân 63' (vào sân Khâu Hải Yến)    | 51    | 2–0     | 3–1 T             | Vòng bảng                             |
|                                       | 19   | 1999-06-30 | San Jose        | Nga         | Ra sân từ đầu                        |       |         | 2–0 T             | Tứ kết                                |
| 10                                    | 20   | 1999-07-04 | Boston          | Na Uy       | Ra sân từ đầu                        | 3     | 1–0     | 5–0 T             | Bán kết                               |
| 11                                    | 20   | 1999-07-04 | Boston          | Na Uy       | Ra sân từ đầu                        | 72 pk | 5–0     | 5–0 T             | Bán kết                               |
|                                       | 21   | 1999-07-10 | Los Angeles     | Hoa Kỳ      | Ra sân từ đầu                        |       |         | 0–0 (pso 4–5) (L) | Chung kết                             |
| Thế vận hội Mùa hè 2000               |      |            |                 |             |                                      |       |         |                   |                                       |
| 12                                    | 22   | 2000-09-14 | Canberra        | Nigeria     | Ra sân từ đầu                        | 57    | 2–0     | 3–1 T             | Vòng bảng                             |
| 13                                    | 22   | 2000-09-14 | Canberra        | Nigeria     | Ra sân từ đầu                        | 83    | 3–0     | 3–1 T             | Vòng bảng                             |
| 14                                    | 23   | 2000-09-17 | Melbourne       | Hoa Kỳ      | Ra sân từ đầu                        | 67    | 1–1     | 1–1 H             | Vòng bảng                             |
| 15                                    | 24   | 2000-09-20 | Canberra        | Na Uy       | Ra sân từ đầu                        | 75    | 1–1     | 1–2 B             | Vòng bảng                             |
| Giải vô địch bóng đá nữ thế giới 2003 |      |            |                 |             |                                      |       |         |                   |                                       |
| 16                                    | 25   | 2003-09-21 | Carson          | Ghana       | Ra sân từ đầu; (c)                   | 29    | 1–0     | 1–0 T             | Giải vô địch bóng đá nữ thế giới 2003 |
|                                       | 26   | 2003-09-25 | Carson          | Úc          | Ra sân từ đầu; (c)                   |       |         | 1–1 H             | Vòng bảng                             |
|                                       | 27   | 2003-09-28 | Portland        | Nga         | Ra sân từ đầu; (c)                   |       |         | 1–0 T             | Vòng bảng                             |
|                                       | 28   | 2003-10-02 | Portland        | Canada      | Ra sân từ đầu; (c)                   |       |         | 0–1 B             | Tứ kết                                |

### Giải thưởng
Tô Văn giành giải Chiếc giày vàng (đồng chia sẻ với Sissi của Brasil) và Quả bóng vàng tại Giải vô địch bóng đá nữ thế giới 1999, và là cầu thủ nữ đầu tiên được đề cử cho giải cầu thủ xuất sắc nhất năm của Liên đoàn bóng đá châu Á.
Vào năm 2002, cô nhận giải FIFA Internet Award trong cuộc bầu chọn Cầu thủ nữ xuất sắc nhất thế kỷ của FIFA. Tuy vậy giải thưởng chính thuộc về Michelle Akers.